# التطوعية
التَطَوُعيّة، أو التَطَوُع، هي فلسفة تحررية تشترط على كافة أشكال الترابط البشري أن تكون طوعية، أي أن لا تُفرض على الفرد من قبل فرد آخر أو مجموعة.
وشهدت بريطانيا خلال منتصف القرن السابع عشر ظهور أولى الحركات التي تعرف عن نفسها بأنها «تطوعية».